# Мејси (Небраска)
Мејси (енгл. Macy) насељено је место без административног статуса у америчкој савезној држави Небраска.

## Демографија
По попису из 2010. године број становника је 1.023, што је 67 (7,0%) становника више него 2000. године.
| Група             | 2000.     | 2010.     |
| Белци             | 19 (2,0%) | 9 (0,9%)  |
| Афроамериканци    | 0 (0,0%)  | 1 (0,1%)  |
| Азијати           | 1 (0,1%)  | 0 (0,0%)  |
| Хиспаноамериканци | 17 (1,8%) | 26 (2,5%) |
| Укупно            | 956       | 1.023     |